# Tao Hongjing
Tao Hongjing (陶弘景, nome sociale Tongming 通明, soprannome religioso "L'eremita di Hauayang",華陽隱居, nome postumo Sire della castità immacolta,貞白先生; 456 – 536) è stato un letterato cinese dei Regni del Sud conosciuto per il suo contributo al taoismo, soprattutto alla corrente Shangqing-Maoshan,上清-茅山 , all'alchimia e alla medicina.
Nato sotto i Liu-Song, servì alla corte dei Qi e morì sotto i Liang, avendo trascorso quasi metà della sua vita in eremitaggio. Nei numerosi scritti che ci sono rimasti tratta della divinazione, della geomanzia e dell'astronomia, ma anche di temi più classici come le "Genealogie imperiali", 帝代年曆, o il "Commento al Canone della pietà filiale e agli Analetti di Confucio",孝經論語集注.

## Biografia

### I primi anni della vita
Tao Hongjing è nato, proprio come Ge Hong, all'interno di una famiglia di alti funzionari che si trovava non lontano dalla capitale delle dinastie del Sud, Jiankang,  建康, l'odierna Nanchino, nel Jiangsu. Infatti forse esistevano legami matrimoniali tra le due famiglie. La sua città d'origine è Moling, 秣陵, nel distretto di Danyang, 丹陽, l'attuale contea di Jiangning, 江寧. Da giovane, riceve perciò l'educazione conveniente ad un futuro titolare di cariche, tuttavia, "Alla ricerca delle montagne", 尋山志, che avrebbe scritto a quindic anni, rivela già la sua propensione all'eremitismo. Una leggenda posteriore afferma che, poco prima della sua nascita, sua madre sognò un drago senza coda, segnale preannuncatore di un figlio dal destino poco comune e senza discendenza.

### Alla corte
Nel 479, l'imperatore Gaodi della dinastia Qi (479-502), che ha appena sostituito i Liu-Song, gli offre un posto di precettore al servizio dei principi. Per nulla carrierista, come testimonia un estratto della sua corrispondenza, sembra essere molto stimato a corte: verrà ammesso al consiglio imperiale, e la sua partenza nel 492 sarà occasione di una banchetto d'addio senza precedenti.
Verso i trent'anni, sua madre muore e durante il suo periodo di lutto diventa discepolo di Sun Youyue,  孫游岳, (398-489), abate del monastero di Xingshi, 興世, alla capitate, a sua volta discepolo di Lu Xiujing, 陸修靜, (406-477), creatore di una liturgia a cui si richiamano numerose scuole. E grazie a quest'ultimo che Tao Hongjing avreve letto i primi testi Shangqing. In seguito continuerà a visitare i luoghi sacri delle montagne e a raccogliere i testi taoisti e di medicina, arrivando fino al Zhejiang e al Fujian.

### Eremita al monte Mao

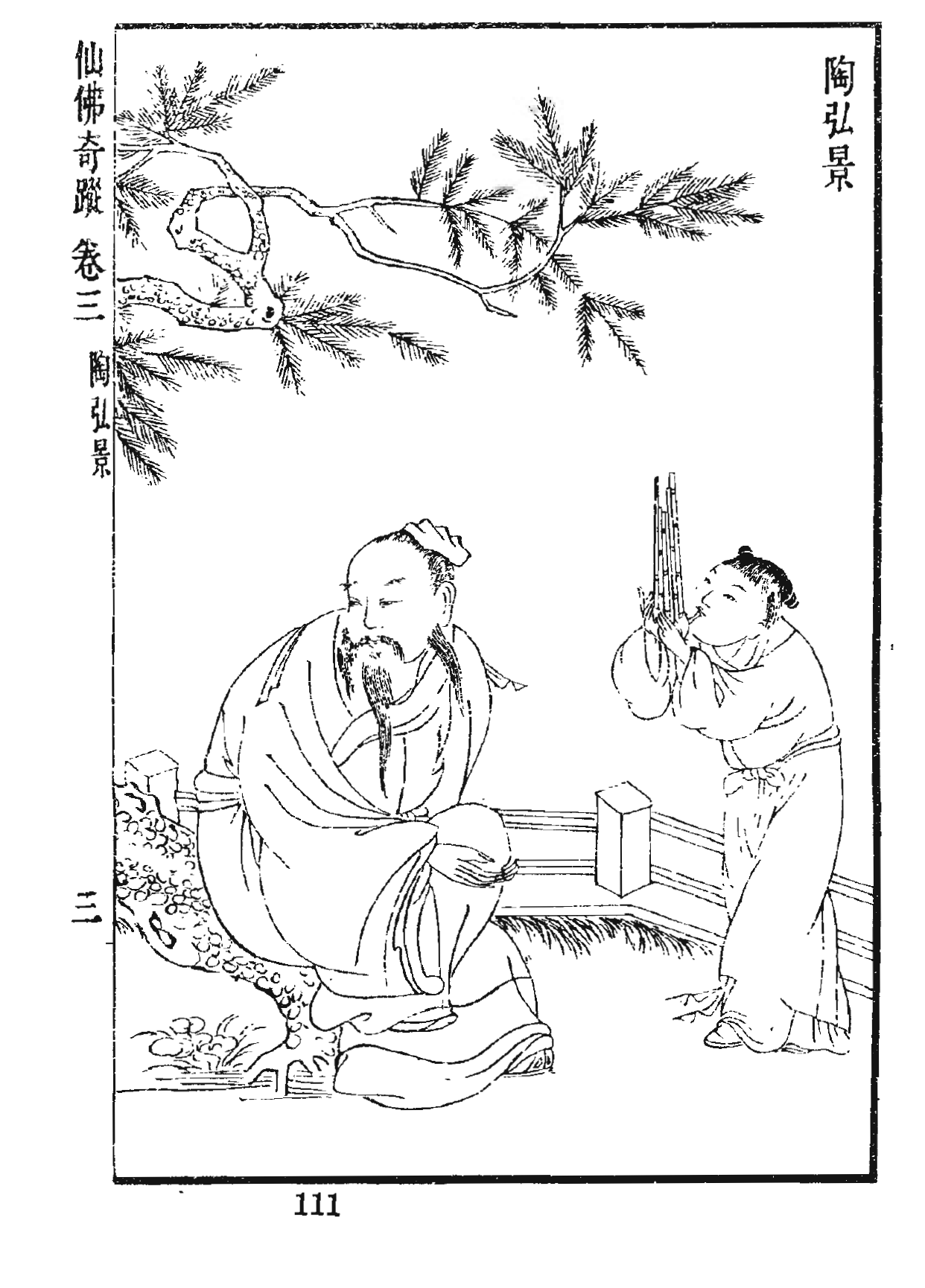
Tao Hongjing

Nel 492 è autorizzato a lasciare le sue funzioni. Si installa sul monte Mao o Maoshan, 茅山, vicino alla sua regione d'origine. Vi fa costruire l'eremo Huayang, 華陽隱居, che nel 499 diventa un edificio a tre piani, di cui lui occupa solo l'ultimo con un giovane servitore, il primo occupato dai suoi discepoli e il piano terra a disposizione dei visitatori. Con l'aiuto dell'imperatore Wudi dei Liang, giunto al potere nel 502, parente dei Qi e con cui lui mantiene ottime relazioni, lo faràa diventare Huayang Guan, il primo monastero Maoshan. Wudi inoltre gli propone un posto durante la sua ascesa al trono, ma Tao rifiuta, anche se manterranno una corrispondenza in cui l'imperatore gli chiede consigli, come farà anche il suo successore Jiandi durante i tre anni (520-523) in cui sarà governatore di Xuzhou, 徐州. Ciò gli valse il soprannome di "Ministro nelle montagne", 山中宰相.

## I manoscritti più importanti

### I testi taoisti
Tao Hongjing ha svolto un ruolo fondamentale per la costituzione della scuola Shangqing, chiamata, appunto anche Maoshan, dalla sua origine sul monte omonimo. Di questa corrente accorpò i testi, scritti da Yang Xi, 楊羲, (330-386), medium associato a Xu Mi, 許謐, maestro di un luogo di culto sul monte Mao, probabilmente riferendosi al corpus voluto nel terzo secolo da Wei Huacun. Procedette ad un rimaneggiamento del corpus e scrisse la storia sulla scuola. L'essenziale si trova nel Zhengao, 真誥, ("Proclama della perfezione"), del 500 circa,  Dengzhen yinjue, 登真隱訣  (Istruzioni nascoste per elevarsi fino alla perfezione), di cui restano solo frammenti. Compose anche una presentazione strutturata sulle varie divinità, "Descrizione della gerarcha degli spiriti perfetti", 真靈位業圖.
Tao Hongjing espresse le sue teorie religiose tramite tutta una serie di scritti. Nel 494, in occasione della morte del re di Yidu, 宜都王, suo vecchio alunno, caduto vittima degli scontri interni alla famiglia imperiale, Tao scrisse, il "Racconto del sogno", 夢記. In esso espone le rivelazioni sull'aldilà, ottenute, come sostiene, dalla bocca del defunto, che Tao aveva visto in sogno. Gli studiosi pensano anche che il " Zhoushi mingtongji ", 周氏冥通記, (Racconto della comunicazione di Zhou con il mondo invisibile), presentato alla corte nel 517 come opera del suo giovane discepolo Zhou Ziliang, fosse invece scritto da lui stesso.

## Trattati di medicina
La redazione di questi trattati per l'autore fu parte integrante della sua attività da taoista. Nella prefazione del "Commento al Trattato delle sostanze medicinali di Shennong", precisa che quest'opera si rivolge ai praticanti della Via, come a coloro che cercano un rimedio. Del resto, il "Rapporto sul mantenimento del principio vitale per rpolungare la vita", 養性延命錄, è inserito nel canone taoista.
Tao Hongjing, come suo padre e suo nonno, accorpò i testi di farmacopea. La sua opera principale è "Commento al Trattato delle sostanze medicinali", 本草集注, scritto tra il 494 e il 500 circa, una nuova versione di un'opera più antica farmaceutica, che lui corregge e completa dopo le sue ricerche. Aggiunge così 365 specie alle 365 originarie, inventa una nuova classificazione secondo la categoria naturale (pianta, insetto), al posto dei tre livelli classici del primo testo. Classifica i rimedi secondo i sintomi che essi curano, precisa le relazioni tra luogo di produzione, la raccolta, i tempi d'infusione e l'efficacia, così come la loro forma (polveri, pillole...). Quest'opera non ci è pervenuta, ma è stata ricostituita da lunghi estratti citati in opere successive, come "Zhenglei bencao", 證類本草 e "Bencaogangmu", 本草綱目. Un manoscritto della prefazione è stato trovato a Dunhuang. Tao Hongjing ha inoltre completato le "Prescrizioni d'urgenza", 肘後救卒方, di Ge Hong, per produrre "Cento e una prescrizioni", 肘後百一方.